# Diocèse de Limerick et Killaloe
Le diocèse de Limerick et Killaloe est un diocèse anglican de l'Église d'Irlande dépendant de la province de Dublin.
Les principales cathédrales épiscopales du diocèse sont celle de :
- Sainte-Marie de Limerick,
- Saint-Flannan de Killaloe,
- Monastère de Clonfert.